# 短線上三脊節蜱
短線上三脊節蜱（学名：Calepitrimerus brevilinea）为節蜱科上三脊節蜱屬下的一个种。